# Yann Bodiger
Yann Bodiger (Sète, 9 de fevereiro de 1995) é um futebolista profissional francês que atua como meia.

## Carreira
Yann Bodiger começou a carreira no Toulouse.